# Луалаба
Луалаба (на френски и на суахили: Lualaba) е една от провинциите на Демократична република Конго. Разположена е в югоизточната част на страната и граничи с Ангола и Замбия. Столицата на провинцията е град Колвези. Площта на Луалаба е 121 308 км², а населението, според проекция за юли 2015 г., е 2 570 000 души. Най-масово говореният език в провинцията е езикът суахили.